# 南辛盖亚县
南辛盖亚县是冰岛的一个旧县，位于东北区。地区中部有冰岛最大的湖泊米湖。